# هيو ماكول
هيو ماكول (بالإنجليزية: Hugh McColl)‏ هو مصرفي أمريكي، ولد في 18 يونيو 1935 في بينتسفيل في الولايات المتحدة.